# Philodoria auromagnifica
Philodoria auromagnifica là một loài loài bướm thuộc họ Gracillariidae. Đây là loài đặc hữu của Oahu, Molokai và Hawaii.
Ấu trùng ăn các loài Myrsine. Chúng ăn lá cây nơi chúng sống. Ấu trùng ăn lá sau đó phát triển thành nhộng trong tổ kén hình bầu dục trên mặt lá.